# Casino d'Estoril
Le Casino d'Estoril (en portugais : Casino do Estoril) est un casino situé sur la Riviera portugaise, dans la municipalité de Cascais, au Portugal. C'est aujourd'hui l'un des plus grands casinos en activité en Europe.

## Histoire

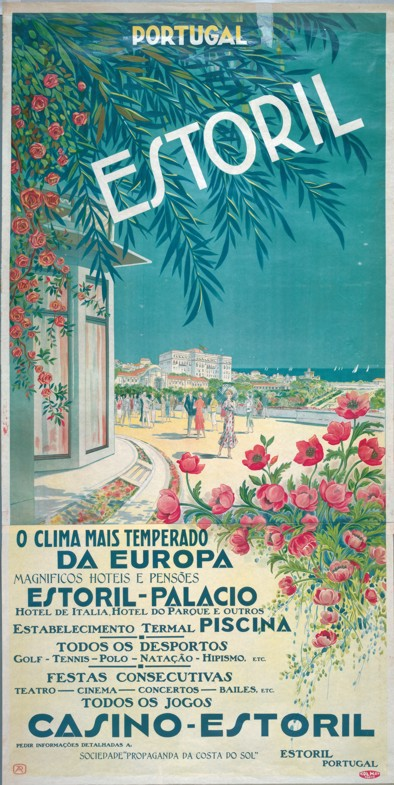
Une affiche publicitaire du début du.

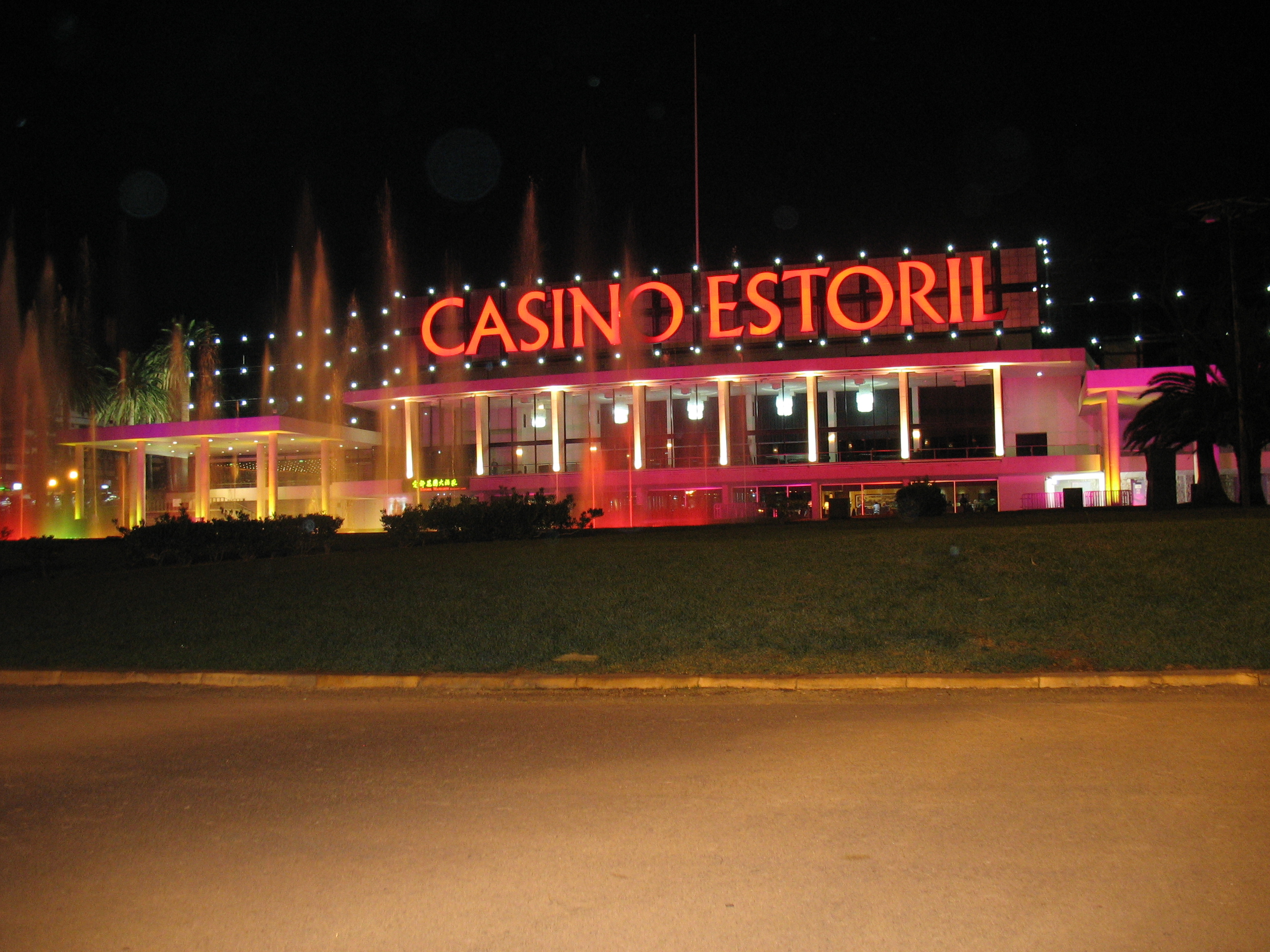
Le casino d'Estoril de nuit.

La première pierre est posée le 16 janvier 1916 par le président de l'époque, Bernardino Machado.
Pendant la Seconde Guerre mondiale, il a la réputation d'être un lieu de rassemblement pour les espions, les rois dépossédés et les aventuriers. Ian Fleming s'en inspire pour son roman de James Bond, Casino Royale.
Le casino passe aux mains de José Teodoro dos Santos en 1958. Dans les années 1960, le bâtiment primitif est agrandi, sous la direction de Filipe Nobre de Figueiredo et José Segurado, accompagnés de l'ingénieur civil Manuel Agostinho Duarte Gaspar, et est décoré par Daciano da Costa et José Espinho.
Après la mort de José Teodoro dos Santos en 1987, la concession est dirigée par un consortium de membres de la famille, comprenant sa veuve (Marcelina Teodoro dos Santos), son fils (Jorge Teodoro dos Santos) et sa fille (D. Maria Emilia Teodoro dos Santos Telles). La présidence du conseil administratif est assurée par le gendre de Santos, le Dr. Manuel Joaquim Telles, co-adjoint de l'administration du Grupo Estoril-Sol. L'administration d'Estoril-Sol comprend également ses enfants (Dr José Telles et Dr Jorge Telles), Henrique Rosa Santos, sa mère (D. Henriqueta Santos) et sa sœur (D. Ana Maria Santos). Après 1987, Stanley Ho obtient la majorité des parts et Mário Assis Ferreira commence à administrer l'entreprise.

## Architecture
L'architecture moderniste est située dans la zone côtière d'Estoril, dans la municipalité de Cascais, à 18 kilomètres au sud-ouest de Lisbonne.